# 3D 광학 데이터 저장
3D 광학 데이터 저장(영어: 3D optical data storage)은 정보가 3차원 광분해능으로 기록되거나 읽힐 수 있는 광학 데이터 저장의 한 형태이다(예를 들어 CD와 같이 2차원 해상도를 제공하는 것과는 반대).
이 혁신은 DVD 크기의 디스크(120mm)에 페타바이트급 대용량 스토리지를 제공할 잠재력을 가지고 있다. 데이터 기록 및 재생은 매체 내에 레이저를 집중시켜 이루어진다. 그러나 데이터 구조의 부피적 특성 때문에, 레이저 빛은 읽기 또는 기록이 필요한 지점에 도달하기 전에 다른 데이터 지점을 통과해야 한다. 따라서 이러한 다른 데이터 지점이 원하는 지점의 주소 지정에 방해가 되지 않도록 일종의 비선형성이 필요하다.
3D 광학 데이터 저장 기술을 기반으로 한 상용 제품은 아직 대량 시장에 출시되지 않았지만, 여러 회사가 이 기술을 적극적으로 개발 중이며 '곧' 출시될 수 있다고 주장하고 있다.

## 개요
CD 및 DVD와 같은 현재의 광학 데이터 저장 장치는 디스크 내부 표면에 일련의 반사 마크로 데이터를 저장한다. 저장 용량을 늘리기 위해 디스크에 두 개 또는 그 이상의 데이터 층을 담을 수 있지만, 주소 지정 레이저가 주소 지정된 층으로 가는 길과 돌아오는 길에 통과하는 모든 층과 상호작용하기 때문에 그 수가 심하게 제한된다. 이러한 상호작용은 기술을 약 10개 층으로 제한하는 노이즈를 발생시킨다. 3차원 광학 데이터 저장 방법은 특정 주소 지정된 복셀(볼륨 픽셀)만이 주소 지정 광과 실질적으로 상호작용하는 주소 지정 방법을 사용하여 이 문제를 해결한다. 이는 반드시 비선형 광학과 같은 비선형 데이터 읽기 및 쓰기 방법을 포함한다.
3D 광학 데이터 저장은 홀로그래피 디스크와 관련이 있으며 (또한 경쟁한다). 홀로그래피 스토리지의 전통적인 예시는 세 번째 차원에서 주소 지정을 하지 않으므로 엄격하게 "3D"는 아니지만, 최근에는 마이크로홀로그램을 사용하여 3D 홀로그래피 스토리지가 구현되었다. (예를 들어 전기적으로 개별 활성화될 수 있는 층을 가진 다층 디스크) 층 선택 다층 기술도 밀접하게 관련되어 있다.

데이터 트랙(주황색 마크)을 따라 3D 광학 저장 디스크(노란색)의 단면을 도식적으로 나타낸 그림. 네 개의 데이터 층이 보이며, 레이저는 현재 위에서 세 번째 층을 주소 지정하고 있다. 레이저는 처음 두 층을 통과하며, 빛이 높은 강도를 가지는 세 번째 층에서만 상호작용한다.

예를 들어, 전형적인 3D 광학 데이터 저장 시스템은 투명 DVD와 매우 유사한 디스크를 사용할 수 있다. 디스크는 매체의 서로 다른 깊이에 각각의 정보 층을 포함하고 있으며, 각 층은 DVD와 유사한 나선형 트랙으로 구성된다. 디스크에 정보를 기록하기 위해 레이저는 특정 정보 층에 해당하는 매체 내의 특정 깊이에 초점을 맞춘다. 레이저가 켜지면 매체에 광화학적 변화를 일으킨다. 디스크가 회전하고 읽기/쓰기 헤드가 반경을 따라 움직이면, DVD-R이 기록되는 방식과 동일하게 층이 기록된다. 그런 다음 초점의 깊이를 변경하여 완전히 다른 정보 층을 기록할 수 있다. 층 사이의 거리는 5에서 100 마이크로미터일 수 있으며, 단일 디스크에 100개 이상의 정보 층을 저장할 수 있다.
데이터를 다시 읽기 위해서는 (이 예시에서) 유사한 절차가 사용되지만, 이번에는 매체에 광화학적 변화를 일으키는 대신 레이저가 형광을 유발한다. 이는 예를 들어 더 낮은 레이저 출력이나 다른 레이저 파장을 사용하여 달성된다. 형광의 강도나 파장은 해당 지점에 매체가 기록되었는지 여부에 따라 다르므로, 방출되는 빛을 측정하여 데이터를 읽는다.
개별 발색단 분자 또는 광활성 색 중심의 크기는 레이저 초점의 크기(이는 회절 한계에 의해 결정됨)보다 훨씬 작다. 따라서 빛은 한 번에 많은 수(아마도 109개)의 분자를 대상으로 하므로, 매체는 발색단의 위치에 의해 구조화된 매트릭스라기보다는 균질한 덩어리처럼 작동한다.

## 역사
이 분야의 기원은 1950년대로 거슬러 올라가는데, Yehuda Hirshberg가 광색성 스피로피란을 개발하고 이를 데이터 저장에 활용할 것을 제안했다. 1970년대에는 Valerii Barachevskii가 이 광색성이 두-광자 여기로 생성될 수 있음을 입증했으며, 1980년대 후반에는 피터 렌츠제피스가 이것이 3차원 데이터 저장으로 이어질 수 있음을 보여주었다. 데이터 읽기 및 기록을 위한 광범위한 물리 현상이 연구되었고, 매체를 위한 수많은 화학 시스템이 개발 및 평가되었으며, 데이터 읽기 및 기록에 필요한 광학 시스템과 관련된 문제 해결에 광범위한 작업이 수행되었다. 현재 여러 그룹이 다양한 수준의 개발 및 상업화 관심도를 가지고 솔루션을 연구하고 있다.

## 기록된 데이터 생성 과정
3D 광학 저장 매체에 데이터를 기록하려면 여기 시 매체에서 변화가 일어나야 한다. 이 변화는 일반적으로 일종의 광화학 반응이지만, 다른 가능성도 존재한다. 조사된 화학 반응에는 광이성질화, 광분해 및 광표백, 그리고 중합 개시가 포함된다. 가장 많이 연구된 것은 아조벤젠, 스피로피란, 스틸벤, 푸르기드, 다이아릴에텐과 같은 광색성 화합물이다. 광화학적 변화가 가역 반응이라면, 적어도 원칙적으로는 재기록 가능한 데이터 저장이 가능하다. 또한, 데이터가 "켜짐" 및 "꺼짐" 신호가 아닌 "회색조"로 기록되는 다단계 기록도 기술적으로 실행 가능하다.

### 비공명 다광자 흡수에 의한 기록
많은 비선형 광학 현상이 있지만, 분자종을 전자적으로 여기시키고 화학 반응을 일으키는 데 필요한 상당한 에너지를 매체에 주입할 수 있는 것은 다광자 흡수뿐이다. 두 광자 흡수는 단연 가장 강력한 다광자 흡수이지만, 여전히 매우 약한 현상으로, 매체의 민감도가 낮다. 따라서 높은 두 광자 흡수 단면적을 가진 발색단을 제공하는 데 많은 연구가 집중되었다.
두 광자 흡수에 의한 기록은 광화학적 기록 과정이 필요한 지점에 기록 레이저를 집중시켜 달성할 수 있다. 기록 레이저의 파장은 매체에 선형적으로 흡수되지 않도록 선택되므로, 초점 외에는 매체와 상호 작용하지 않는다. 초점에서는 레이저 플루언스의 제곱에 의존하는 비선형 과정이기 때문에 두 광자 흡수가 중요해진다.
두 광자 흡수에 의한 기록은 두 레이저의 동시 작용에 의해서도 달성될 수 있다. 이 방법은 일반적으로 한 번에 정보의 병렬 기록을 달성하는 데 사용된다. 한 레이저는 매체를 통과하며 선 또는 평면을 정의한다. 그런 다음 두 번째 레이저는 기록이 필요한 해당 선 또는 평면의 지점으로 향한다. 이 지점에서 레이저의 동시성은 두 광자 흡수를 여기시켜 광화학적 기록으로 이어진다.

### 순차 다광자 흡수에 의한 기록
매체 민감도를 개선하기 위한 또 다른 접근 방식은 공명 두 광자 흡수(일명 "1+1" 또는 "순차적" 두 광자 흡수)를 사용하는 것이다. (일반적으로 사용되는) 비공명 두 광자 흡수는 여기(excitation)가 일어나려면 두 개의 여기 광자가 거의 정확히 동시에 발색단에 도달해야 하므로 약하다. 이는 발색단이 단일 광자와만 상호 작용할 수 없기 때문이다. 그러나 발색단이 하나의 광자 약한 흡수에 해당하는 에너지 레벨을 가지고 있다면, 이를 디딤돌로 사용하여 광자 도착 시간의 자유를 더 많이 허용하고 훨씬 더 높은 민감도를 얻을 수 있다. 하지만 이 접근 방식은 비공명 두 광자 흡수에 비해 비선형성이 손실되므로(각 두 광자 흡수 단계가 본질적으로 선형이므로) 시스템의 3D 해상도를 손상시킬 위험이 있다.

### 마이크로홀로그래피
마이크로홀로그래피에서, 집중된 광선은 보통 동축 빔을 사용하여 광굴절 물질에 서브마이크로미터 크기의 홀로그램을 기록하는 데 사용된다. 기록 과정은 다른 유형의 홀로그래피 디스크에 사용되는 매체와 동일한 종류의 매체를 사용할 수 있으며, 홀로그램을 형성하기 위해 두 광자 과정을 사용할 수 있다.

### 제조 중 데이터 기록
데이터는 미디어 제조 과정에서 생성될 수도 있는데, 이는 상업적 데이터 배포를 위한 대부분의 광디스크 포맷의 경우와 같다. 이 경우 사용자는 디스크에 쓸 수 없으며 –  이는 ROM 포맷이다. 데이터는 비선형 광학 방식으로 기록될 수 있지만, 이 경우 매우 높은 전력의 레이저 사용이 허용되므로 미디어 감도가 덜 문제가 된다.
데이터가 3D 구조로 성형되거나 인쇄된 디스크의 제조 또한 시연되었다. 예를 들어, 3D로 데이터를 포함하는 디스크는 각각 단일 정보 층으로 성형되거나 인쇄된 다수의 웨이퍼-얇은 디스크를 함께 샌드위치하여 구성될 수 있다. 결과적으로 생성된 ROM 디스크는 3D 읽기 방법을 사용하여 읽을 수 있다.

### 다른 쓰기 방식
데이터를 3차원으로 기록하는 다른 기술들도 검토되었는데, 다음을 포함한다.
영구 스펙트럼 홀 소각 (PSHB)은 데이터 밀도를 높이기 위한 스펙트럼 다중화 (통신) 가능성도 제공한다. 그러나 PSHB 매체는 현재 데이터 손실을 방지하기 위해 극히 낮은 온도를 유지해야 한다.
공극 형성(Void formation)은 고강도 레이저 조사로 매체에 미세한 기포를 도입하는 방식이다.
발색단 분극(Chromophore poling)은 매체 구조 내에서 레이저 유도 발색단 재배열이 읽을 수 있는 변화로 이어지는 방식이다.

## 데이터 읽기 과정
3D 광학 메모리에서 데이터를 읽는 것은 여러 가지 다른 방식으로 수행되어 왔다. 이 중 일부는 3D 해상도를 얻기 위해 빛과 물질의 상호 작용의 비선형성에 의존하는 반면, 다른 일부는 매체의 선형 응답을 공간적으로 필터링하는 방법을 사용한다. 읽기 방법은 다음과 같다.
두 광자 흡수 (흡수 또는 형광으로 이어짐). 이 방법은 본질적으로 두 광자 현미경이다.
공초점 검출을 통한 선형 형광 여기. 이 방법은 본질적으로 공초점 레이저 스캐닝 현미경이다. 이는 두 광자 흡수보다 훨씬 낮은 레이저 출력으로 여기를 제공하지만, 주소 지정하는 빛이 주소 지정되는 지점 외에 다른 많은 데이터 지점과 상호 작용하기 때문에 몇 가지 잠재적인 문제가 있다.
두 데이터 상태 간의 굴절률의 작은 차이 측정. 이 방법은 일반적으로 위상차 현미경 또는 공초점 반사 현미경을 사용한다. 빛의 흡수가 필요 없으므로 읽는 동안 데이터를 손상시킬 위험이 없지만, 디스크에 필요한 굴절률 불일치는 초점 스팟 품질을 저하시키는 누적된 무작위 파면 오류로 인해 매체가 도달할 수 있는 두께(즉, 데이터 층 수)를 제한할 수 있다.
2차 고조파 발생은 분극된 중합체 매트릭스에 기록된 데이터를 읽는 방법으로 입증되었다.
광결맞음단층영상 또한 병렬 읽기 방법으로 시연되었다.

## 매체 설계
3D 광학 저장 매체의 활성 부분은 일반적으로 유기 중합체이며, 광화학적으로 활성인 종으로 도핑되거나 그래프트되어 있다. 또는 결정질 및 졸-겔 물질이 사용되기도 한다.

### 매체 폼 팩터
3D 광학 데이터 저장 매체는 디스크, 카드, 결정 등 여러 형태의 폼 팩터로 제안되었다.
디스크 매체는 CD/DVD의 진화를 제공하며, 익숙한 회전 디스크 방식으로 읽고 쓰는 것을 가능하게 한다.
신용카드 형태의 매체는 휴대성 및 편의성 측면에서 매력적이지만, 디스크보다 용량이 적을 것이다.
여러 SF (장르) 작가들은 방대한 양의 정보를 저장하는 작은 고체 물질을 제안했으며, 적어도 원칙적으로는 5D Glass disk로 달성될 수 있다.

### 매체 제조
가장 간단한 제조업 방법은 –  한 조각으로 디스크를 성형하는 것으로 –  일부 시스템에서 가능성이 있다. 더 복잡한 매체 제조 방법은 매체를 층별로 구성하는 것이다. 이는 제조 중에 데이터가 물리적으로 생성되어야 하는 경우에 필요하다. 그러나 층별 구성이 반드시 많은 층을 함께 샌드위치하는 것을 의미하지는 않는다. 또 다른 대안은 접착 테이프 롤과 유사한 형태로 매체를 만드는 것이다.

## 드라이브 설계
3D 광학 데이터 저장 매체를 읽고 쓰는 드라이브는 CD/DVD 드라이브와 많은 공통점을 가질 수 있다. 특히 매체의 폼 팩터와 데이터 구조가 CD나 DVD와 유사한 경우 더욱 그렇다. 그러나 이러한 드라이브를 설계할 때 고려해야 할 몇 가지 눈에 띄는 차이점이 있다.

### 레이저
특히 두 광자 흡수가 활용될 때, 부피가 크고 냉각하기 어려우며 안전 문제를 야기할 수 있는 고출력 레이저가 필요할 수 있다. 기존 광학 드라이브는 780nm, 658nm 또는 405nm에서 작동하는 연속파 다이오드 레이저를 사용한다. 3D 광학 저장 드라이브는 고체 레이저 또는 펄스 레이저를 필요로 할 수 있으며, 여러 예시에서는 532nm(녹색)와 같이 이러한 기술로 쉽게 사용할 수 있는 파장을 사용한다. 이러한 더 큰 레이저는 광학 드라이브의 읽기/쓰기 헤드에 통합하기 어려울 수 있다.

### 가변 구면 수차 보정
시스템은 매체의 다른 깊이에 접근해야 하고, 다른 깊이에서는 파면 (물리학)에 유도되는 구면수차가 다르기 때문에, 이러한 차이를 동적으로 보정하는 방법이 필요하다. 광 경로에 삽입되거나 제거되는 광학 요소, 이동 요소, 적응광학 및 침수 렌즈를 포함하여 많은 가능한 방법이 존재한다.

### 광학 시스템
3D 광학 데이터 저장 시스템의 많은 예시에서 여러 파장(색상)의 빛이 사용된다(예: 읽기 레이저, 쓰기 레이저, 신호; 때로는 쓰기에만 두 개의 레이저가 필요하기도 함). 따라서 높은 레이저 출력과 가변 구면 수차를 처리하는 것 외에도 광학 시스템은 이러한 다른 색상의 빛을 필요에 따라 결합하고 분리해야 한다.

### 검출
DVD 드라이브에서는 디스크에서 생성되는 신호가 주소 지정 레이저 빔의 반사이므로 매우 강렬하다. 그러나 3D 광학 저장 장치에서는 신호가 주소 지정되는 작은 볼륨 내에서 생성되어야 하므로 레이저 빛보다 훨씬 약하다. 또한, 형광은 주소 지정되는 지점에서 모든 방향으로 방사되므로 신호를 최대화하기 위해 특수 집광 광학 장치가 사용되어야 한다.

### 데이터 트래킹
일단 z축을 따라 식별되면, DVD와 유사한 데이터의 개별 층은 DVD와 유사한 방식으로 접근하고 추적할 수 있다. 병렬 또는 페이지 기반 주소 지정 방법을 사용하는 가능성도 입증되었다. 이는 훨씬 빠른 데이터 전송률을 허용하지만, 공간 광 변조기, 신호 이미징, 더 강력한 레이저, 더 복잡한 데이터 처리 등 추가적인 복잡성을 요구한다.

## 개발 문제
3D 광학 데이터 저장의 매우 매력적인 특성에도 불구하고, 상업용 제품의 개발에는 상당한 시간이 소요되었다. 이는 이 분야의 제한된 재정 지원뿐만 아니라 다음과 같은 기술적 문제에서 비롯된다.
파괴적 읽기. 데이터 읽기 및 쓰기가 모두 레이저 빔으로 수행되기 때문에, 읽기 과정이 소량의 쓰기를 유발할 가능성이 있다. 이 경우, 데이터의 반복적인 읽기는 결국 데이터를 지울 수 있다 (이는 일부 DVD에 사용되는 상변화 물질에서도 발생한다). 이 문제는 각 프로세스(읽기 및 쓰기)에 다른 흡수 대역을 사용하거나, 에너지 흡수를 포함하지 않는 읽기 방법을 사용하는 등 많은 접근 방식으로 해결되었다.
열역학적 안정성. 일어나지 않는 것처럼 보이는 많은 화학 반응은 사실 매우 느리게 발생한다. 또한, 발생한 것처럼 보이는 많은 반응은 서서히 역전될 수 있다. 대부분의 3D 매체가 화학 반응을 기반으로 하므로, 기록되지 않은 지점이 서서히 기록되거나 기록된 지점이 서서히 기록되지 않은 상태로 되돌아갈 위험이 있다. 이 문제는 스피로피란에 특히 심각하지만, 3D 메모리를 위한 더 안정적인 발색단을 찾기 위해 광범위한 연구가 수행되었다.
매체 민감도. 두 광자 흡수는 약한 현상이므로, 이를 생성하기 위해서는 일반적으로 고출력 레이저가 필요하다. 연구자들은 일반적으로 Ti-사파이어 레이저 또는 네오디뮴 야그 레이저를 사용하여 여기를 달성하지만, 이러한 기기는 소비자 제품에 사용하기에 적합하지 않다.

## 학술 개발
3D 광학 데이터 저장 기술의 많은 개발은 대학에서 이루어졌다. 귀중한 기여를 한 그룹은 다음과 같다.
- 피터 T. 렌츠제피스는 이 분야의 창시자이며, 최근 파괴적인 판독으로부터 자유로운 재료를 개발했다.
- 왓 W. 웹은 벨 연구소에서 두 광자 현미경을 공동 개발했으며, 광굴절 매체에 3D 기록을 시연했다.
- 이리에 마사히로는 다이아릴에텐 광색성 물질 계열을 개발했다.[12]
- 카와타 요시마사, 카와타 사토시, 주헤르 세카트는 여러 광학 데이터 조작 시스템을 개발하고 연구했으며, 특히 분극화된 중합체 시스템에 초점을 맞췄다.[13]
- 케빈 C 벨필드는 분자 간 공명 에너지 전달을 사용하여 3D 광학 데이터 저장을 위한 광화학 시스템을 개발하고 있으며, 높은 두 광자 단면적 물질도 개발하고 있다.[14]
- 세스 마더는 높은 두 광자 단면적 발색단의 분자 설계를 위한 논리적 접근 방식을 개발하는 초기 작업을 많이 수행했다.
- 톰 밀스터는 3D 광학 데이터 저장 이론에 많은 기여를 했다.[15]
- 로버트 맥클라우드는 3D 광학 데이터 저장에 마이크로홀로그램 사용을 검토했다.
- 민 구(Min Gu)는 공초점 판독 및 그 향상 방법을 연구했다.[16][17]

## 상업적 개발
학술 연구 외에도 여러 회사가 3D 광학 데이터 저장 장치를 상업화하기 위해 설립되었으며, 일부 대기업도 이 기술에 관심을 보였다. 그러나 하드 드라이브, 플래시 스토리지, 홀로그래피 스토리지와 같은 다른 분야의 경쟁 속에서 이 기술이 시장에서 성공할지는 아직 불분명하다.

3D 광학 데이터 저장 매체의 예시. 상단 줄 – 기록된 Call/Recall 매체; Mempile 매체. 중간 줄 – FMD; D-Data DMD 및 드라이브. 하단 줄 – Landauer 매체; 작동 중인 Microholas 매체.

- 콜/리콜(Call/Recall)은 피터 렌츠제피스의 연구를 기반으로 1987년에 설립되었다. 그들은 두 광자 기록(6.5ps, 7nJ, 532nm 펄스로 25Mbit/s), 한 광자 판독(635nm), 높은 NA(1.0) 침수 렌즈를 사용하여 1.2mm 두께의 디스크에 200개 층으로 1TB를 저장했다.[18] 그들은 새로운 재료와 고출력 펄스 청색 레이저 다이오드를 개발하여 1년 이내에 용량을 5TB 이상으로, 데이터 전송 속도를 최대 250Mbit/s로 향상시키는 것을 목표로 한다.
- 멤파일(Mempile)은 테라디스크라는 상업 시스템을 개발 중이다. 2007년 3월, 그들은 0.6mm 두께의 디스크에 100개 층의 정보를 기록하고 재생하는 것을 시연했으며, 낮은 누화, 높은 감도, 열역학적 안정성을 보여주었다.[19] 그들은 2010년에 0.6-1.0TB 용량의 적색 레이저 소비자 제품을 출시할 계획이며, 5TB 용량의 청색 레이저 제품 로드맵을 가지고 있다.[20]
- 콘스텔레이션 3D는 1990년대 후반에 형광 다층 디스크를 개발했는데, 이는 층별로 제조되는 ROM 디스크였다. 이 회사는 2002년에 실패했지만, 그 지적 재산권은 D-Data Inc.에 인수되었으며,[21] 그들은 이를 디지털 다층 디스크(DMD)로 도입하려고 시도하고 있다.
- Storex Technologies는 형광 감광 유리 및 유리-세라믹 재료를 기반으로 한 3D 매체를 개발하기 위해 설립되었다. 이 기술은 회사의 설립자이자 CEO인 루마니아 과학자 에우겐 파벨의 특허에서 파생되었다. ODS2010 컨퍼런스에서는 페타바이트 광학 디스크의 비형광 두 가지 방법으로 판독에 대한 결과가 발표되었다.
- Landauer Inc.는 사파이어 단결정 기판에서 공명 두 광자 흡수를 기반으로 한 매체를 개발 중이다. 2007년 5월, 그들은 각 마크에 2nJ의 레이저 에너지(405nm)를 사용하여 20개 층의 데이터를 기록하는 것을 보여주었다. 읽기 속도는 형광 수명 때문에 10Mbit/s로 제한된다.[22]
- 콜로설 스토리지(Colossal Storage)는 광자 유도 전기장 폴링을 사용하여 3D 홀로그래피 광학 저장 기술을 개발하고, 원자외선 레이저를 사용하여 현재 데이터 용량 및 전송 속도에 비해 큰 개선을 목표로 하지만, 아직 어떠한 실험적 연구나 타당성 조사를 제시하지 않았다.
- 마이크로홀라스(Microholas)는 베를린 대학교에서 Susanna Orlic 교수의 지도 아래 운영되며, 4.5마이크로미터 간격으로 최대 75개 층의 마이크로홀로그래피 데이터를 기록하는 데 성공했으며, 층당 10GB의 데이터 밀도를 제안한다.[23][24]
- 3DCD Technology Pty. Ltd.는 Daniel Day와 Min Gu가 확인한 재료를 기반으로 3D 광학 저장 기술을 개발하기 위해 설립된 대학 스핀오프 기업이다.[25]
- 후지, 리코, 파나소닉과 같은 몇몇 대형 기술 기업들은 3D 광학 데이터 저장을 포함한 응용 분야를 위한 두 광자 반응 물질에 대한 특허를 출원했지만, 완전한 데이터 저장 솔루션을 개발 중이라는 어떤 징후도 보이지 않았다.

## 같이 보기
- 듀얼 레이어
- 5D Glass disk
- 신흥 기술